# Бакићеви двори
Бакићеви Двори су старо утврђење смештено источно од Аранђеловца на северним обронцима Венчаца у селу Бања.
Утврђење је на подручју Дворина саградио последњи српски деспот Павле Бакић који је према историјским записима био један од значајнијих властелина у Србији крајем 15. и почетком 16. века и чија је територија обухватала 72 села.
Први познати писани помен налази се у Вуковој Даници за 1826. годину, где се каже да у „наији Крагујевачкој, у кнежини Јасеници имају зидине од некаква града за кога људи онуда приповиједају да се такођер звао Вјенчац, као и планина изнад њега што се сад зове и да је онђе негда велика варош била“
Истраживања на овом локалитету су рађена 2004, 2007. и 2011. године.